# Археологічні пам'ятки античного і середньовічного Криму
Войтенка Іллі

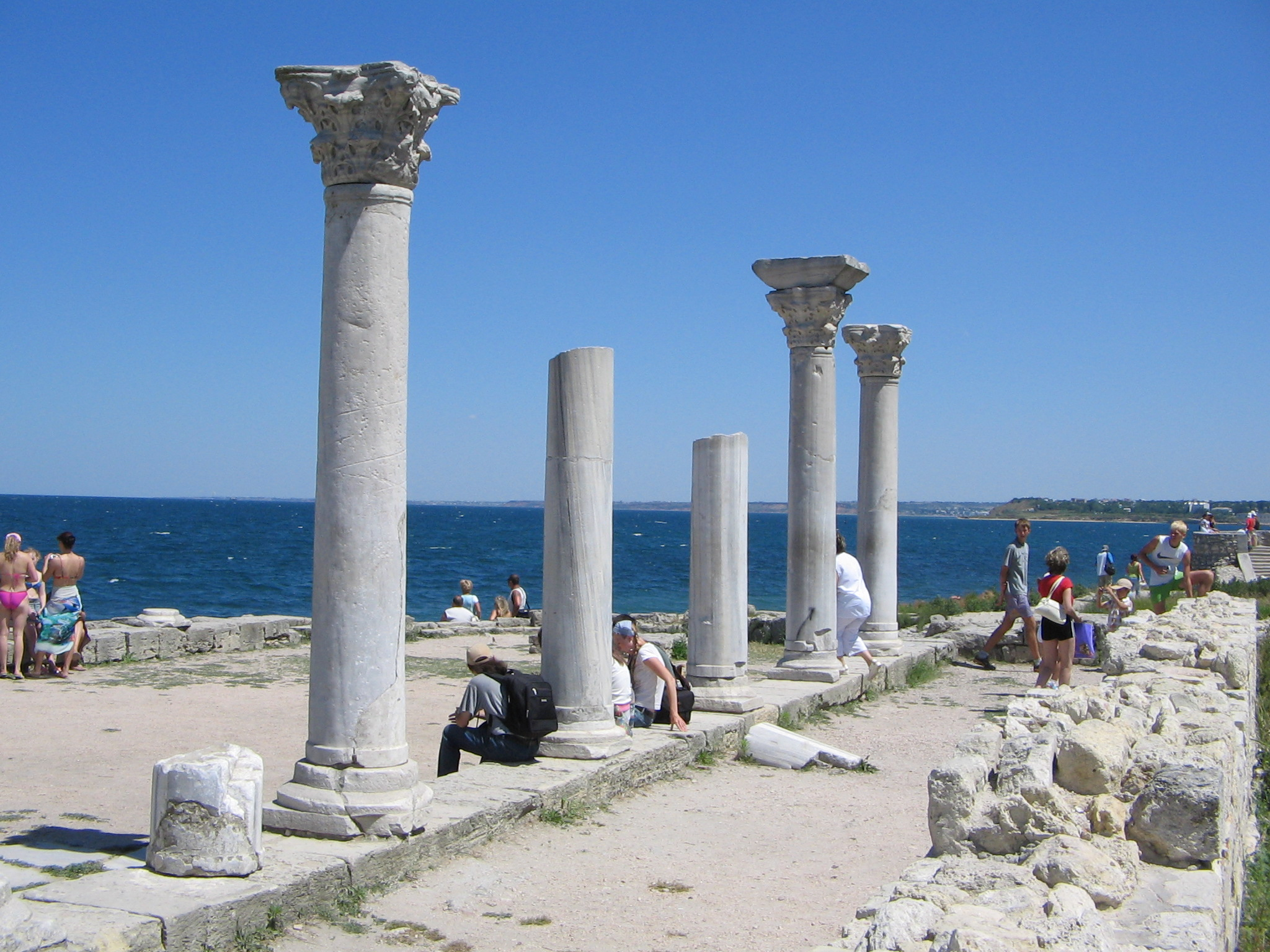
Портик базиліки в Херсонесі

Археологічні пам'ятки античного і середньовічного Криму — пам'ятки археології причорноморських міст-держав Криму, що належать до грецького (друга половина VII — середина I ст. до н. е.) та римського (I ст. — середина IV ст. н. е.) періодів.
Грецькі поселення виникли в Причорномор'ї у УІІІ-УІ ст. до н. е., коли надлишкова частина населення Греції активно засновувала колонії у Середземномор'ї, а потім — на березі Чорного моря. У причорноморських містах сходилися торговельні шляхи, що з'єднували Європу й Азію. Усі ці міста-держави (поліси) являли собою рабовласницькі демократичні республіки.
У IV ст. Римська імперія встановила політичний контроль над Тіром, а після своєї перемоги над військами Митрідата VI — над Понтійським царством.
Поліси мали розвинену економіку, карбували бронзову, золоту й срібну монету (на межі VIII–VII ст. до н. е. перші гроші мали вигляд наконечників стріл або дельфінів, як у Ольвії), були незамінними посередниками між материковою Грецією і варварами. Колоністи виробляли багато предметів із золота, срібла, бронзи (дзеркала, гребені, намисто, підвіски, сережки, персні тощо).
Еллінська ера в Південній Україні справила великий вплив на культуру і побут місцевих племен. Загальна криза античного світу після розпаду імперії Александра Македонського відбилася й на причорноморських полісах.
Для дослідження археологічних пам'яток у 1948 р. при Кримській науково-дослідній базі АН СРСР було створено сектор історії та археології. 1952 р. Кримську науково-дослідну базу було реорганізовано у філіал, а сектор — у відділ історії та археології. 1956 р. відділ історії та археології було включено до складу Інституту археології АН України як «Відділ античної та середньовічної археології Криму».
Найвідоміші пам'ятки:

## Пам'ятки античності
(див. Давньогрецькі міста Північного Причорномор'я)
- Херсонес Таврійський
- Пантікапей
- Керкінітида
- Калос-Лімен
- Царський курган
- Мелек-Чесменський курган

## Скіфські пам'ятки
- Неаполь Скіфський
- Кара-Тобе — греко-скіфське городище поблизу Євпаторії і Сак.

## Печерні міста та фортеці
(див. Печерні міста Криму)
- Мангуп-Кале
- Чуфут-Кале
- Ескі-Кермен
- Киз-Кермен
- Бакла
- Тепе-Кермен
- Киз-куле

## Фортеці князівстваФеодоро
- Каламіта (турецька назва — Інкерман)
- Фуна
- Сюйренська фортеця
- Керменчик

## Генуезькі фортеці
(див. Генуезькі колонії у Північному Причорномор'ї)
- Фортеця у Кафі
- Чембало (турецька назва — Балаклава)
- Генуезька фортеця (Судак)
- Алустон

## Середньовічні церкви та монастирі
- Церква Івана Предтечі (Керч)
- Сурб-Хач
- Свято-Георгіївський монастир (Фіолент)

### Печерні монастирі
- Успенський монастир (Бахчисарай)
- Інкерманський печерний монастир
- Качи-Кальон
- Челтер-Коба
- Челтер-Мармара
- Шулдан

## Середньовічні мечеті
- Мечеть хана Узбека
- Муфті-Джамі
- Кебір-Джамі
- Велика ханська мечеть
- Джума-Джамі

## Ханські та османські фортеці
- Єні-Кале
- Арабат
- Перекопська фортеця
- Кезлев

## Частково збережена середньовічна забудова
- Старий Бахчисарай
- Старий Кезлев
- Старий Акмесджит

## Інші пам'ятки
- Ескі-Юрт